# Alchemilla colorata
Alchemilla colorata — вид квіткових рослин з родини трояндових (Rosaceae). Ареал: Німеччина (Баварія), Швейцарія, Австрія, Південна Польща, Північна Словаччина, Північна Іспанія, Андорра, Франція (Піренеї, Альпи), Італія (Альпи, Апенніни), Словенія, Боснія і Герцеговина, Чорногорія, Південно-Східна Сербія, Північна Македонія, Північна Албанія, Румунія.

## Середовище
Населяє бідні луки та пасовища на вапняковому або кременистому субстраті, іноді в тріщинах або посадках вапнякових порід.

## Біоморфологічна характеристика
Дрібна багаторічна трав'яниста рослина. Плодючі стебла 2–20 × 0.07–0.15 см, в 1–3 рази перевищують довжину ніжок розеткових листків, прямовисні або коротко висхідні, з запушенням, подібним до ніжок по всій довжині або голі в нижній 1/3. Листки розетки завширшки 1.5–6 см, від ниркоподібних до округлих, хвилясті та складчасті, рідко гладкі, розділені на 20–50% радіуса на 7(9) часток, з обох боків густо запушені, знизу світліші; зубці листя гострі. Прилистки 4–6 мм, розділені до 33–50% радіуса на (2)3–5 зубців. Суцвіття з 20–200 квіток, 1–10 см ушир, майже завжди квадратної форми; квітконоси 1–4.5 мм, голі або запушені. Квітки 2–3 × 2.5–4 мм, зелені, всередині часто червонуваті. Чашолистки від тупих до гострих, нещільно або густо запушені на зовнішній поверхні. Сім'янка 1.2–1.5 мм. Цвітіння: травень — серпень.